# Агуадульсе (Альмерия)
Агуадульсе (исп. Aguadulce) — город в составе муниципалитета Рокетас-де-Мар, провинции Альмерия в составе автономного сообщества Андалусия в Испании. Располагается в районе (комарке) Поньенте-Альмерьенсе, примерно в 8 км к востоку от столицы провинции Альмерия. Город с большим культурным и этническим разнообразием по причинам иммиграции и туризма с населением до 115 национальностей.

## Этимология
Название связано с источниками пресной воды, которые находятся возле берега моря рядом с нынешней пристанью.

## Климат

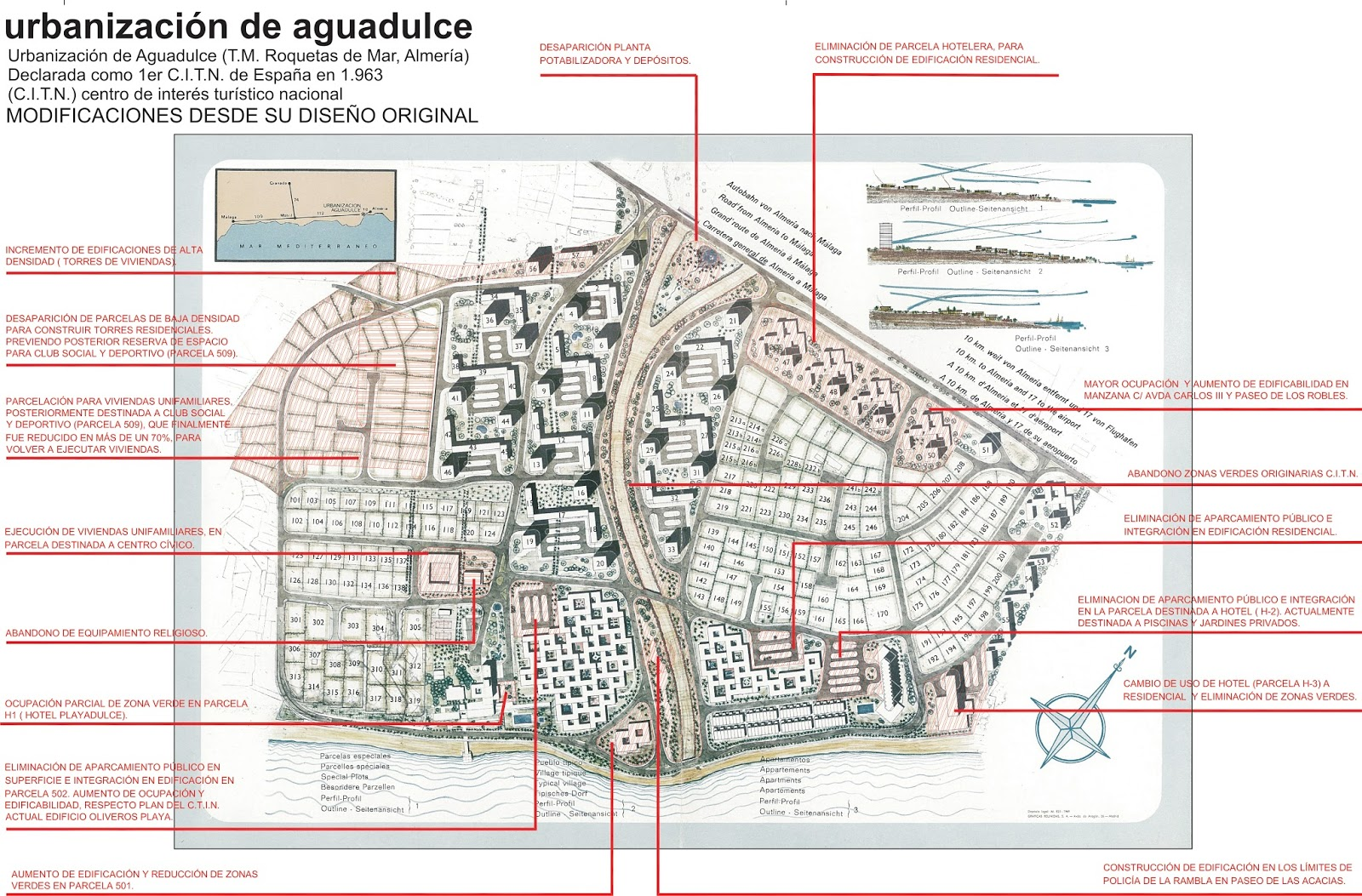
Карта агуадульсе альмерия в 1979 году

Среднегодовая температура выше + 18 °C (+64 °F). Город Агуадульсе имеет тёплый полузасушливый климат (BsH) по классификации Кёппена. Мягкая, влажная, мягкая и короткая зима; и очень жаркое лето. Атмосферные осадки для этой части страны — большая редкость.
| Показатель                                           | Янв. | Фев. | Март | Апр. | Май  | Июнь | Июль | Авг. | Сен. | Окт. | Нояб. | Дек. | Год |
| ---------------------------------------------------- | ---- | ---- | ---- | ---- | ---- | ---- | ---- | ---- | ---- | ---- | ----- | ---- | --- |
| Средний суточный максимум, °C                        | 18   | 17   | 19   | 21   | 24   | 27   | 30   | 31   | 28   | 24   | 20    | 18   | 31  |
| Средняя температура, °C                              | 12,1 | 12,2 | 14,1 | 16   | 18,5 | 21,8 | 24,8 | 25   | 23,3 | 19,3 | 15,4  | 12,7 | 18  |
| Средний суточный минимум, °C                         | 8    | 9    | 10   | 12   | 15   | 19   | 22   | 22   | 20   | 16   | 12    | 10   | 8   |
| Норма осадков, мм                                    | 30   | 22   | 22   | 24   | 18   | 9    | 1    | 0    | 13   | 31   | 27    | 29   | 226 |
| Источник: https://es.climate-data.org/location/2150/ |      |      |      |      |      |      |      |      |      |      |       |      |     |

## Туризм
Город развивается в основном в жилом секторе и посвящён туризму. Летом население увеличивается вдвое из-за туризма.
Город славится своими пляжами. Морские пляжи Альмерии отмечены «голубыми флагами», что означает высокий уровень чистоты. Вода у берега прозрачная, красивый оттенок сине-голубой глади. В Агуадульце есть «Дворец выставок и конгрессов провинции Альмерия».
Отели в Агуадульсе разных типов: от 5 звёзд до 1 звезды; и дешевые и высококачественные номера. В городе есть центр досуга, такой как «501» и пристань для яхт, кафетерий, пабы и бары, дискотеки.

## Население

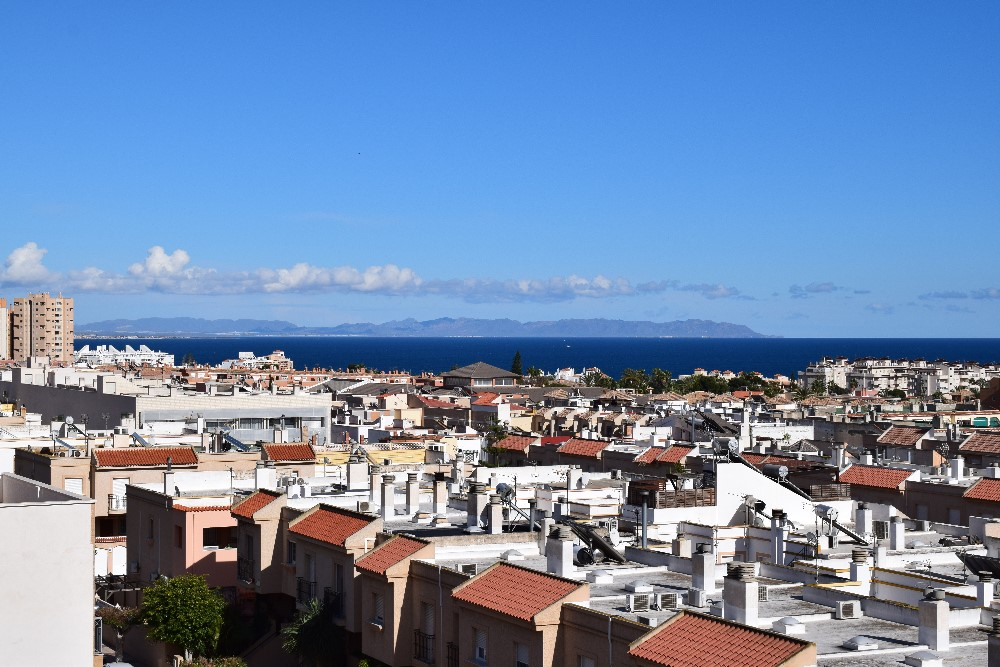
панорамный вид на город Агуадульсе, на заднем плане, горы «Кабо-де-Гата».

Население Агуадульсе, согласно переписи конца 2016 года составляло около 16,1 тыс. жителей.

#### Национальный состав

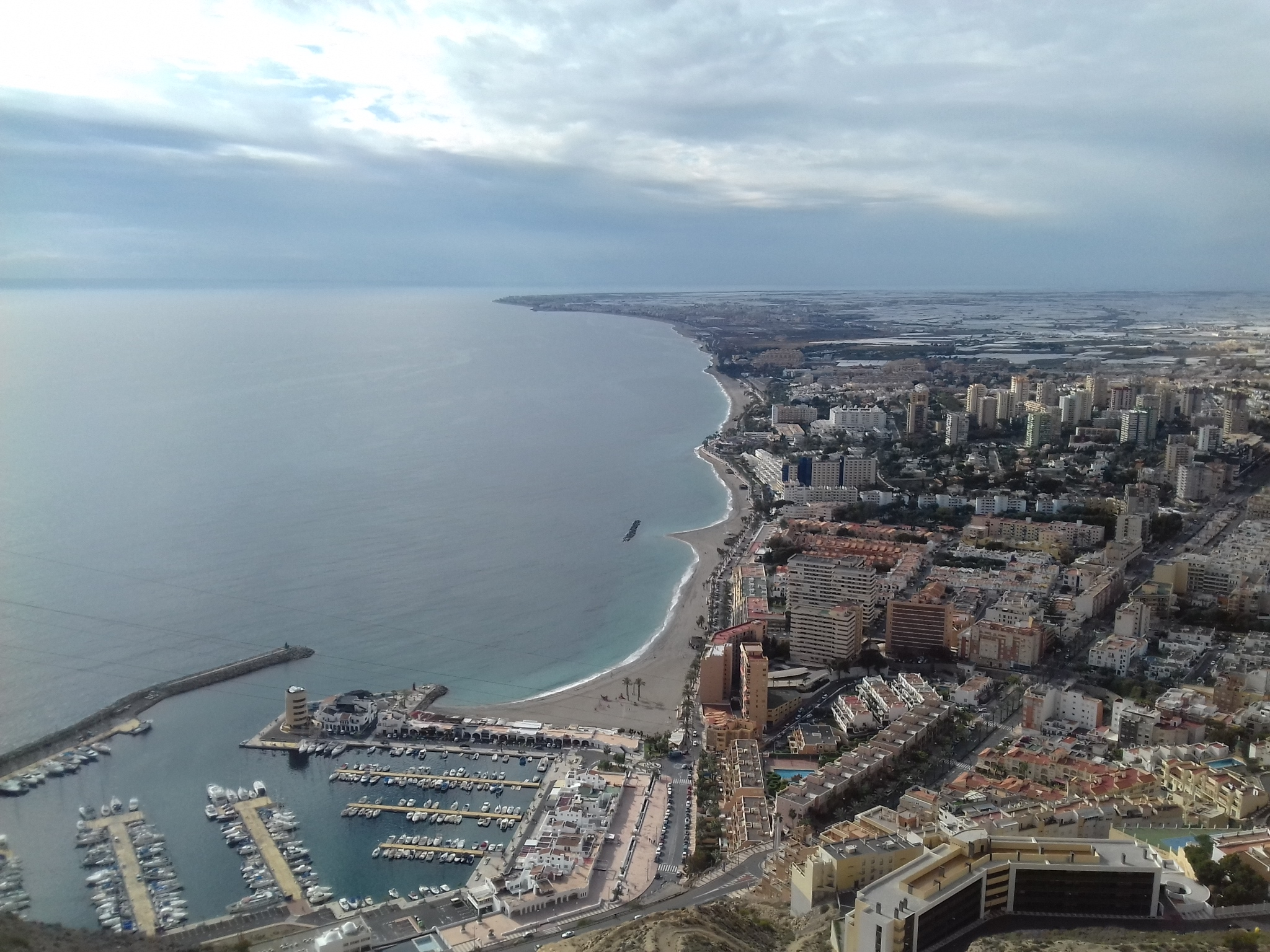
Aгуадульсе Aльмерия 2018 г., панорамный вид.

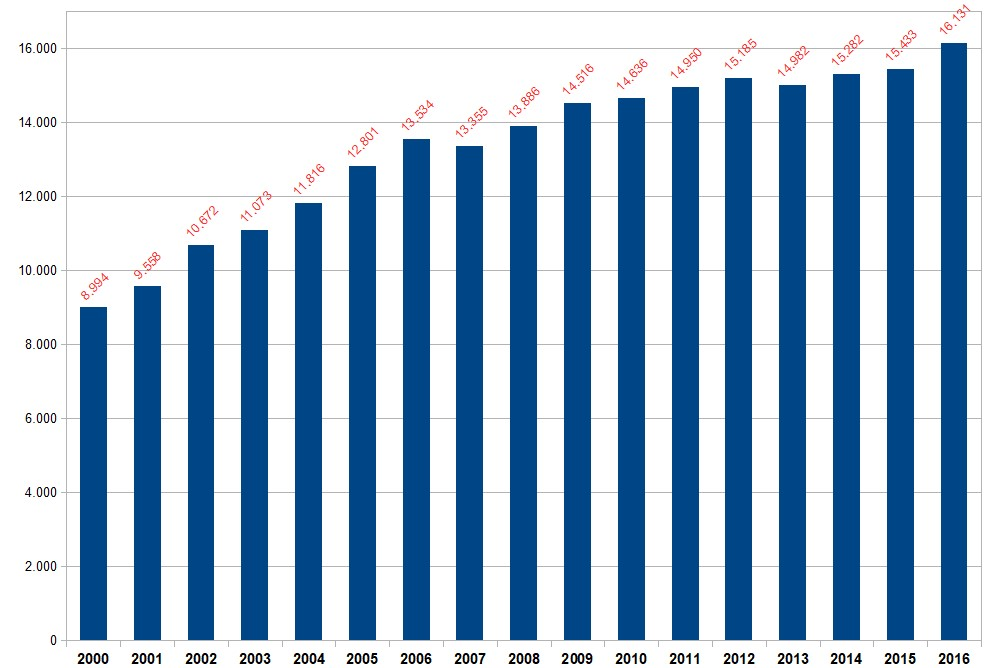
эволюция населения период 2000 2016 г.

Национальный состав населения в 2016 году:
| Народ             | Численность, чел. | Доля от всего населения, % |
| ----------------- | ----------------- | -------------------------- |
| русские           | 1200              | 4,41 %                     |
| Рурумыны          | 10376             | 38,17 %                    |
| марокканцы        | 4786              | 17,61 %                    |
| сенегальцы        | 1665              | 6,13 %                     |
| малийцы           | 820               | 3,02 %                     |
| испанцы           | 68569             | 71,61 %                    |
| всего иностранцев | 27182             | 28,39 %                    |
| Всего             | 95751             | 100,00 %                   |

## Окрестности
- Центр Агуадульце.
- Северный Агуадульсе.
- Кампильо дель Моро.
- Порт Агуадульце.